# Agneau de lait des Pyrénées
L'agneau de lait des Pyrénées est l'appellation protégée par un Label rouge et une indication géographique protégée (IGP) désignant une carcasse bouchère d'agneau, né et élevé dans les Pyrénées, issu de races ovines béarnaise et basque (Manech tête rousse, Manech tête noire, Basco-béarnaise) et nourri exclusivement au lait maternel par tétée au pis. Sa viande est particulièrement appréciée, notamment car elle est tendre et légère en goût.

## Présentation
L’agneau de lait des Pyrénées est une production traditionnelle et ancestrale du Pays basque et du Béarn. Nourri exclusivement du lait de sa mère par tétée au pis, il ne reçoit aucune autre alimentation, et tout traitement sanitaire préventif ou curatif, hors homéopathie, est interdit. L’Agneau de lait de Pyrénées est un produit saisonnier disponible du 15 octobre au 15 juin.  
L’Agneau de lait des Pyrénées s’inscrit dans un processus de garantie de son origine (Label rouge / IGP), basée sur une qualité spécifique liée au savoir-faire des éleveurs ovins de la zone Pyrénées. 

## Historique
Dans les Pyrénées, les ovins sont rustiques, et selon la région et l’altitude, on peut distinguer 10 races Pyrénéennes, parmi lesquelles 3 races laitières : les Basco-Béarnaises, les Manech à tête noire et les Manech à tête rousse. 
Le territoire de l'actuel département des Pyrénées-Atlantiques a accueilli les premiers troupeaux d'ovins vers 300 avant Jésus Christ. En raison de la configuration des terres dans cette région montagneuse, les ovins et la facilité avec laquelle il est possible de les déplacer ont pris possession du territoire. Ils parcourent donc ce territoire depuis des temps immémoriaux. C'est pour cette raison qu'après autant d'années, les éleveurs d'agneaux et de brebis sont toujours implantés sur ces terres. 
Historiquement, l'agneau de lait des Pyrénées n'était consommé que lors des grandes occasions, puisque jugé comme un mets d'une richesse certaine. Aux XIVe et XVe siècles, l'agneau de lait est une source non négligeable de richesse, puisqu'il utilisé pour les paiements en nature (lors de paiement de loyers par exemple). Mais ce n'est qu'au début du XIXe siècle que l'agneau de lait devient une véritable "production". 
Auparavant, les bergers vendaient, lors de foires et marchés, une partie des agneaux qui naissaient au cours des migrations hivernales. Avec l'apparition des transports automobiles, les ventes sont plus rapides et le nombre d'agneaux de lait augmente. Cependant, la méthode d'élevage reste la même et l'agneau de lait des Pyrénées est élevé dans la pure tradition pyrénéenne. 
Aujourd'hui, l'agneau de lait des Pyrénées est un produit à part entière, reconnu dans le monde pour sa qualité gustative extraordinaire. Près de 800 éleveurs qualifiés sont investis dans cette production de qualité et dans la valorisation de leur territoire.  
L’Agneau de lait des Pyrénées est le seul agneau nourri exclusivement au lait de sa mère au monde à bénéficier de deux signes officiels de qualité et d’origine :
- Le Label Rouge (depuis 1992)
- L’IGP: Indication Géographique Protégée (depuis 2012[4])

## Processus d'élevage
Tous les éléments sont réunis pour expliquer le développement de l’élevage et, en particulier, celui des ovins sur ce territoire :
- Un relief varié, souvent escarpé, peu propice aux grandes cultures est bien adapté à l’élevage d’animaux transhumants tels que les ovins. Le relief est utilisé en élevage ovin en fonction des saisons.
- De sols permettant des cultures fourragères, base de l’élevage, notamment dans les vallées.
- Un climat océanique avec des précipitations importantes permettant l’entretien et le renouvellement des prairies sur une grande partie de l’année[5].

Près de 800 éleveurs sont chaque jour aux côtés de leurs bêtes et leurs portent une attention toute particulière. Ils tirent parti de leur milieu de vie exceptionnel pour produit un produit de qualité.
L'élevage des brebis et l'agnelage se fait selon un calendrier précis : de juin à septembre la plupart des brebis montent en estive et pâturent dans les hauts alpages pyrénéens, profitant ainsi de riches pâtures et d’un environnement d’une pureté remarquable. Cela permet notamment de préparer les sols à la période hivernale et de permettre aux territoires montagneux d'être praticables et skiables.
À l’automne, les brebis descendent dans la bergerie pour passer l’hiver à des altitudes plus basses et pâturent dans les vallées à proximité, l’herbe ayant eu le temps de pousser pendant l’été. L’automne est la période d’agnelage, les brebis mettent bas. Les agneaux sont élevés sur une période de 15 à 45 jours avant d'être commercialisés.

## Cahier des charges

### Indication Géographique Protégée (IGP)
Pour qu’une exploitation puisse obtenir l’IGP Agneau de lait des Pyrénées, elle doit respecter un cahier des charges assez strict. Afin de garantir une qualité supérieur, la brebis doit être d’une race rustique et laitière. L'éleveur a donc le choix entre 3 races locales : la Manech à tête rousse, la Manech tête noire ou la Basco-béarnaise. Pour ce qui est du bélier, il doit être d’une des races précédemment citées ou d'une race à viande parmi les quatre suivantes : le Berrichon du Cher, le Charollais, le Suffolk et le Texel. 

#### Aire géographique
L’agneau doit obligatoirement être produit dans une des communes du département des Pyrénées-Atlantiques situées au sud du gave de Pau, ou dans une dizaine de communes des Hautes-Pyrénées limitrophes du département des Pyrénées Atlantiques. Il doit également être nourri exclusivement au lait de sa mère par tétée au pis et ne doit pas dépasser 45 jours. Ces critères garantissent une viande tendre et rosée claire. Il doit également peser entre 4,5kg et 11kg pour être accepté sous l'appellation de l’IGP (poids carcasse).

#### Alimentation
Les brebis qui allaitent leurs petits doivent donc recevoir une alimentation spécifique. Elles doivent pâturer au minimum 8 mois dans l’année (généralement du printemps à l’automne pour des raisons climatiques). En hiver, la ressource fourragère prédominante reste les prairies avoisinantes et les brebis sortent dès que le temps le permet. En complément, et lorsqu'elles sont en bergerie, les brebis reçoivent une alimentation à base de fourrages conservés, de céréales en grains (maïs, orge, triticale, avoine), de pailles et d’aliments composés.

#### Règles sanitaires
L'éleveur a des règles sanitaires strictes à respecter. Les traitements sur les brebis sont limités aux interventions strictement nécessaires au maintien et au rétablissement de la bonne santé des animaux et à la maîtrise de reproduction. Pour les agneaux, aucun traitement sanitaire ou antibiotique n’est toléré. Dans le cas d'un problème sanitaire nécessitant une médication, l'agneau est exclu de l'IGP. La production des agneaux est saisonnière en rapport avec la période de pâturage et de production laitière des brebis. Les agneaux sont produits entre le 15 octobre et le 15 juin,,.

#### Transport
Lors du transport pour l'abattoir, l'objectif est de mettre les agneaux dans les meilleures conditions. Les agneaux sont chargés dans le calme et l'emploi de bâton est prohibé. À l'arrivée au centre de collecte, les agneaux sont triés et ceux correspondant aux normes IGP sont acheminés vers l'abattoir. Le temps de transport maximum autorisé entre le dernier point de collecte et l'abattoir est de 8h. 

#### Abattage
Toutes les mesures sont prises afin d'éviter le stress aux agneaux. Chaque agneau est étourdi avant d'être abattu.
Le délai entre la séparation de l'agneau à sa mère et l'abattage ne dépasse jamais 24h.

### Le Label rouge
Le Label rouge se rapproche de l’IGP avec en grande partie les mêmes exigences. Pour ce qui est de l’agneau les exigences sont les mêmes. L’alimentation des brebis est la même pour le label ou l’IGP. Le label spécifie en plus le chargement à l’hectare, qui doit être de 0,20 hectare minimum par brebis. L’exigence de l’utilisation des races locales est identique ainsi que l’aspect sanitaire de l’atelier. Les différences notables entre le Label et l’IGP portent sur la spécification de la taille de l’atelier et du logement.
Une brebis avec son petit doit disposer au minimum de 1,1 m2 et un agneau doit disposer au minimum de 0,3 m2. Et la taille de l’atelier doit être de 700 brebis par éleveur et de 1500 brebis par exploitation au maximum,. 
De plus, le Label Rouge oblige chaque année la mise en place d'analyses sensorielles et de tests organoleptiques qui permettent de comparer les produits labélisés aux produits courants. Ces tests sont réalisés grâce à des tests de dégustation par des consommateurs lambda, entre des agneaux labélisés et des agneaux non labélisés. Afin de conserver la certification Label Rouge, les agneaux de lait doivent être jugés meilleurs au goût que des agneaux de lait non labélisés. 

## Le produit
L'agneau de lait des Pyrénées est un produit bien particulier, qui se distingue des autres agneaux par son goût, plus léger en raison de son jeune âge et de son alimentation, exclusivement à base de lait maternel, qui rend sa chair plus juteuse, plus fondante et légèrement plus grasse que celle d'un agneau de boucherie classique, ayant reçu une alimentation à base de lait maternel et de céréales. La viande crue est alors blanche ou à peine rosée. Ainsi, l'agneau de lait des Pyrénées possède des qualités gustatives uniques : la tendreté de la viande et la finesse du goût, jugé délicieux par de nombreux consommateurs. Ce mets à la chair délicate et à la saveur fine et peu prononcée est qualifié de haut de gamme et très apprécié.   
L'agneau de lait des Pyrénées est, pour les chefs, un produit de qualité au goût incomparable et qu'il est facile de cuisiner. Nombreux sont les gastronomes à considérer cette viande à travers le pays. 
Dans son livre Rencontres Savoureuses, petit traité de l'excellence française, Alain Ducasse, grand chef français triplement étoilé au guide Michelin explique "J'affectionne tout particulièrement l'agneau de lait des Pyrénées. Sa chair exprime la douceur du lait jusque dans sa dimension mystique. (...) un léger goût d'épice comme la promesse d'un paradis."  
L'agneau de lait des Pyrénées présente principalement trois morceaux : l'épaule, le carré de côte et le gigot. On distingue notamment les pièces de cuisson lente, destinées aux navarins, daubes, tajines et currys, et les morceaux de cuisson rapide, auxquels grillade et poêle conviennent mieux,.

### Épaule
- A rôtir : entière et non désossée où l’os communiquera à la viande de la saveur ou pour changer désossée, farcie et roulée.
- A mijoter : l'épaule est désossée et découpée en morceaux, assez gros pour les sautés de type Navarin.
- A grillée : en brochette ou en émincé[10]

### Carré
Pièce de viande d’agneau, constituée de l’ensemble des côtes (premières, seconds et découvertes).
- À rôtir: au four[10]
- En séparant les côtes, à griller à la poêle ou au barbecue.

### Gigot
Dans un gigot, le boucher peut préparer un grand nombre de pièces.
- À rôtir : le gigot avec ou sans os
- A griller : les pavés, pièces plus épaisses qu’une tranche pour de savoureuses grillades, des cubes pour des brochettes ou des émincés
- A mijoter : la souris. Grâce à sa texture gélatineuse, sa chair devient particulièrement moelleuse à la cuisson[10].

### Informations nutritionnelles (pour 100g de viande)
Source : agneaudelaitdespyrenees.com
| Calories     | 216          |
| Protéines    | 18 g         |
| Glucides     | 0 g          |
| Lipides      | 10 à 18      |
| Potassium    | 390 mg       |
| Magnésium    | 20 mg        |
| Phosphore    | 210 mg       |
| Calcium      | 10 mg        |
| Fer          | 1,6 à 2,5 mg |
| Vitamine B1  | 0,1 mg       |
| Vitamine B2  | 0,2 mg       |
| Vitamine B6  | 0,6 mg       |
| Vitamine B12 | 0,2 µg       |
| Niacine      | 5,4 mg       |
| Folates      | 4 µg         |